# Cantherhines pullus
Cantherhines pullus es una especie de peces de la familia Monacanthidae en el orden de los Tetraodontiformes.

## Morfología
Los machos pueden llegar alcanzar los 20 cm de longitud total.

## Alimentación
Come esponjas de mar, algas, tunicados, briozoos y otros invertebrados bentónicos.

## Depredadores
Es depredado por Echeneis naucrates, Cephalopholis fulva, Epinephelus adscensionis, Epinephelus guttatus, Lutjanus apodus, Mycteroperca tigris, Epinephelus striatus y Ginglymostoma cirratum.

## Hábitat
Es un pez de mar de clima tropical y asociado a los  arrecifes de coral que vive entre 3-50 m de profundidad.

## Distribución geográfica
Se encuentra en el Atlántico occidental (desde Massachusetts - Estados Unidos -, Bermuda y el norte del Golfo de México hasta el sureste del Brasil) y el Atlántico oriental (Santo Tomé y Príncipe y el Golfo de Guinea).

## Observaciones
Es inofensivo para los humanos.